# 平澤美智子
平澤 美智子（ひらさわ みちこ、1986年11月19日 - ）は、日本のタレント・女優である。
本名同じ。東京都出身。

## 人物
愛称はみっちゃん。八王子出身。大学で心理学を専攻し、認定心理士の資格を取得。大学に入りダンスサークルに入り、ダンスに目覚める。特技はダンス。着付、乗馬。身体が柔らかい。

## 学歴
- 駿河台大学　現代文化学部心理学科　卒業
- 東京ステップスアーツ ストリートダンス総合学科　卒業

## 出演歴

### TV
- TX「風の少年〜尾崎豊 永遠の伝説〜」
- NTV「ものまねグランプリ」 はなわバックダンサー
- CX「ジェネレーション天国」
- NHK「シャキーン！」

### テレビドラマ
- TBS「あぽやん」ースチュワーデス役
- WOWOW「血の轍」
- CX「失恋ショコラティエ」
- CX「森光子を生きた女」ー桂木コハル付人
- CX「HERO」
- NHK「受験のシンデレラ」ーキャバクラ嬢役

### 映画
- 園子温監督「ラブ＆ピース」

### 舞台
- 「WHO IS SUNDAY GIRL」(2013年11月-千本桜ホール)
- 劇団K助 Presents 「オムニー6」(2014年5月-野方区民ホール)
- 劇団K助 プレゼンツ「ハチャメッチャストーリー」(2014年7月-中野ザ・ポケット)
- なぎプロ・草薙良一プロデュース「天切り松闇がたり衣紋坂からーザ ファイナル編」花魁役  (2014年11月-銀座博品館劇場)
- f.tプロデュース「エグ女」(2015年2月-千本桜ホール)
- なぎプロ・草薙良一プロデュース「みちのく温泉旅館 四人姉妹の事件簿」 仲居頭役(2015年6月-築地本願寺ブディストホール)
- 劇団K助プロデュース 「ステージII」(2015年7月-シアターサンモール)
- 劇団†勇壮淑女 「イマカノ」(2015年12月-ウッディシアター中目黒)
- 劇団†勇壮淑女「闇夜のバージンキラー」(2016年7月-テアトルBONBON)
- f.tプロデュース「エグ女3」(2017年2月-千本桜ホール)
- 女々presents 「女女女の女」(2018年7月-千本桜ホール)

### PV
- ヒャダイン「クリスマス？なにそれ？美味しいの？」
- GAKU-MC「ラシクアルガママ」
- 沢井美空「なきむし。」
- ぽこた「ドラマチック夢物語」
- キュウソネコカミ「サギグラファー」
- NA-NA 「Christmas Hero」ー ヒロイン

### その他
- 谷本知美「港みれん」宣伝隊 COUNTDOWN LIVE 2009
- 日刊スポーツ、デイリースポーツ、スポーツニッポン、サンケイスポーツ掲載

岩澤宏樹監督 心霊玉手匣スピンオフ作品『WONDER TRIP LOVER』主演